# Emil Mejerson

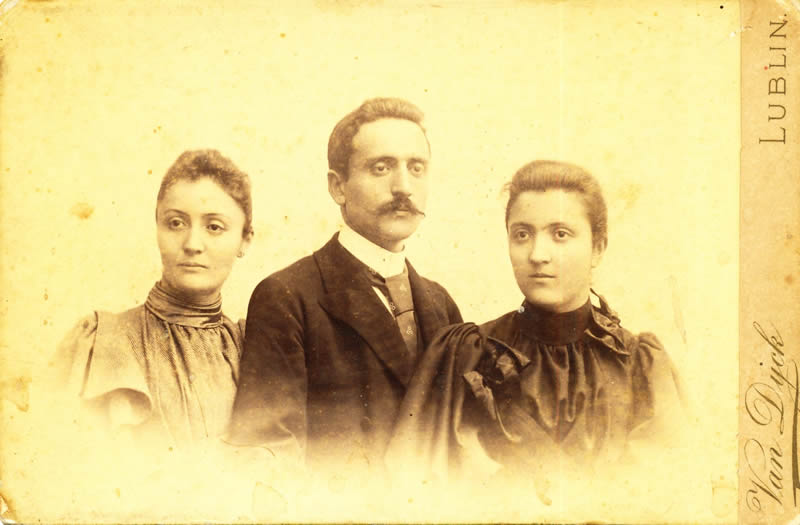
Emil Mejerson z siostrami (po lewej Franciszka Arnsztajnowa, po prawej Henrietta Brauman).

Émile Meyerson, Emil Mejerson (ur. 12 lutego 1859 w Lublinie, zm. 2 grudnia 1933 w Paryżu) – francuski filozof, polski Żyd, syn poetki Malwiny Meyerson oraz brat Franciszki Arnsztajnowej. 

## Zainteresownaia naukowe
Poza filozofią (głównie filozofią nauki) zajmował się też chemią. Wbrew zyskującemu pod koniec XIX w. na popularności pozytywizmowi, rozwinął realistyczną epistemologię, inspirowaną francuską wersją neokantyzmu.
Był też zagorzałym syjonistą, członkiem komitetu centralnego Miłośników Syjonu. 
Zmarł w wieku 74 lat na atak serca.

### Dzieła Émila Meyersona
- Identité et réalité, 1908, 2e éd., 1912 (wydane ponownie przez J. Vrin, 2001).
- De l’explication dans les sciences, Payot, Paris 1921.
- La Déduction relativiste, Payot, Paris 1925.
- Du cheminement de la pensée, Alcan Paris 1931, 3 Volumes (wydane ponownie przez J. Vrin, 2011).
- Réel et déterminisme dans la physique quantique, Hermann Paris 1933.
- Essais (1936).
- Lettres françaises éditées par B.Bensaude-Vincent et E.Telkes-Klein Paris CNRS édition 2009.